# Ganga
Ganga (tiếng Phạn: गङ्गा hoặc गंगा, đã Latinh hoá: Gaṅgā, còn gọi là Nữ thần sông Hằng) là hiện thân của sông Hằng, vị thần được người theo Hindu giáo tôn thờ như nữ thần thanh tẩy và tha thứ. Được biết đến với nhiều cái tên, Ganga thường được miêu tả dưới dạng một phụ nữ xinh đẹp vị tha, cưỡi một sinh vật thần thánh tên là Makara. Một số đề cập sớm nhất về Ganga xuất hiện trong Rigveda, nơi bà được xem là linh thiêng nhất trong các dòng sông. Những câu chuyện về thần chủ yếu xuất hiện trong kinh văn hậu Vệ đà như Ramayana, Mahabharata và Puranas.
Ramayana mô tả bà là con đầu lòng của Himavat, hiện thân của dãy Himalaya và là em gái của nữ thần đức mẹ Parvati. Tuy nhiên, văn bản khác đề cập đến nguồn gốc của bà từ thần bảo tồn Vishnu. Truyền thuyết tập trung khi bà xuống Trái Đất, điều này xảy ra khi Bhagiratha - một nhà hiền triết hoàng gia, được thần Shiva trợ giúp. Trong sử thi Mahabharata, Ganga là mẹ của chiến binh Bhishma từ vua Kuru Shantanu.
Trong Hindu giáo, Ganga được xem như mẹ của loài người. Tín đồ hành hương thả tro cốt người thân xuống sông Hằng, nơi được xem là sẽ đưa các Linh hồn (những linh hồn đã được thanh lọc) đến giải thoát, giải phóng khỏi vòng sinh tử. Các lễ hội như Ganga Dussehra và Ganga Jayanti được tổ chức để vinh danh bà tại một số địa điểm linh thiêng, nằm dọc theo bờ sông Hằng, bao gồm Gangotri, Haridwar, Allahabad, Varanasi và Kali Ghat ở Kolkata. Cùng với Phật Thích ca Mâu ni, Ganga được thờ trong lễ hội Loy Krathong ở Thái Lan.

## Sinh thành
Nhiều câu chuyện Hindu đưa ra các phiên bản khác nhau về sự ra đời của thần Ganga. Theo một phiên bản, dòng nước thánh từ cái bầu đựng nước của đấng Sáng Tạo Brahma đã biến hình thành một thiếu nữ tên là Ganga. Theo một truyền thuyết khác tên là Vaishnavite, đấng Sáng Tạo Brahma đã rửa chân của thần bảo tồn Vishnu bằng một thái độ rất cung kính và rồi thu hết tất cả các giọt nước rửa chân này vào bầu nước thần Kamandalu. Phiên bản thứ ba kể rằng, nữ thần Ganga là con gái thần Himavan, vua của các ngọn núi, người mà có người phối ngẫu là thần Mena; do đó, thần Ganga là chị em với nữ thần Parvati. Mọi phiên bản đều cho rằng thần Ganga được nuôi nấng trên Thiên đàng, chịu sự nuôi dạy trực tiếp từ Brahma.

## Hạ giới

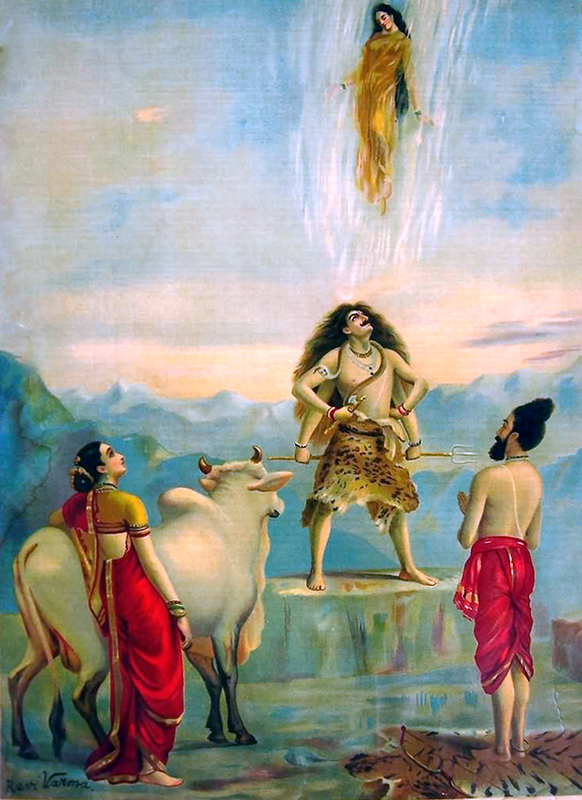
Hiện thân của thần Ganga - tranh vẽ của Raja Ravi Varma

Vài năm trôi qua, một vị vua tên là Sagara đã dùng phép màu thu phục 60000 con trai. Một ngày, vua Sagara tiến hành nghi thức cầu phúc lành cho vương quốc. Một phần không thể thiếu trong buổi lễ là một con ngựa, nhưng đã bị đánh cắp do sự ghen tức của thần Sấm Indra. Sagara ra lệnh cho tất cả các con trai đi khắp nơi trên Trái Đất để tìm kiếm con ngựa. Họ đã tìm ra con ngựa ở cõi dưới, ngay gần chỗ tu sĩ Kapila đang ngồi thiền. Tin rằng tu sĩ đã đánh cắp con ngựa, họ đã dùng những lời xúc phạm vị tu sĩ, khiến cho việc tu tập hành xác bị gián đoạn. Lần đầu tiên sau nhiều năm, vị tu sĩ mở mắt và nhìn vào các con trai của Sagara. Với chỉ một ánh nhìn đó, tất cả 60000 chàng trai bỗng bị bốc cháy cho đến khi chết hết.
Linh hồn của các hoàng tử vua Sagara trôi dạt vì chưa được làm lễ tiễn đưa. Khi Bhagiratha, một trong những hậu duệ của vua Sagara, con trai của Dilip, biết được kiếp nạn này, ông thề sẽ mang thần Ganga hạ giới để lấy nước của thần thanh lọc các linh hồn và siêu thoát cho họ về Trời.
Bhagiratha cầu Brahma cho Ganga được hạ giới. Brahma đồng ý; Ngài ra lệnh cho Ganga hạ giới và sau đó xuống cõi dưới để các linh hồn là tổ tiên của Bhagiratha có thể lên được thiên đàng. Ganga cảm thấy rằng đây thực sự là một sự xúc phạm, nàng quyết định rằng khi hạ giới sẽ quét sạch cả Trái Đất. Được thông báo về điều này, Bhagiratha cầu xin thần phá hủy Shiva ngăn chặn việc hạ giới của Ganga.

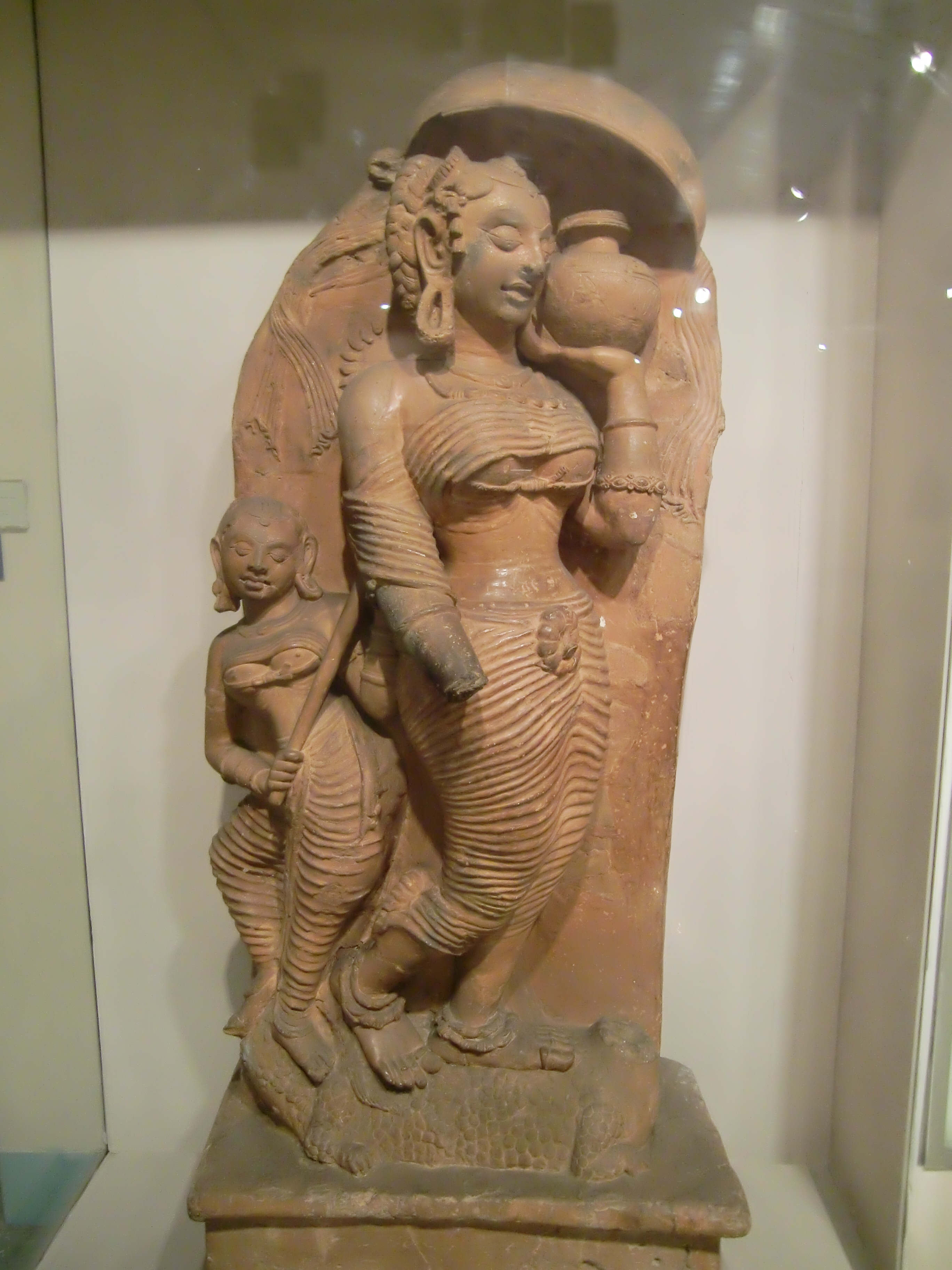
Kỷ nguyên Gupta, điêu khắc gốm sứ về thần Ganga được tìm thấy tại Ahichchhatra, UP, hiện đang được giữ tại bảo tàng Quốc gia tại New Delhi.

Ganga kiêu ngạo hạ ngay xuống đầu thần Shiva. Nhưng thần Shiva đã rất điềm tĩnh bẫy nàng trong sợi tóc của thần và để cho nàng thoát ra bằng một dòng suối nhỏ. Cuộc chạm trán với thần Shiva làm cho Ganga trở nên kiêu ngạo hơn. Khi Ganga xuống cõi dưới, nàng đã tạo ra một dòng suối khác để vẫn được ở trên mặt đất mà giúp đỡ làm thanh sạch các linh hồn kém may mắn ở đây. Nàng là dòng sông duy nhất chảy qua ba thế giới: Swarga (thiên đường), Prithvi (hạ giới) and, Patala (cõi dưới hay địa ngục). Do đó, thần được gọi là "Tripathagā" (người đi qua ba thế giới) trong tiếng Phạn.
Vì những nỗ lực của Bhagiratha nên Ganga nên dòng sông còn được gọi là Bhagirathi, và từ "Bhagirath prayatna" được sử dụng để miêu tả những nỗ lực quả cảm hay những thành công đạt được qua khó khăn.
Một tên khác mà Ganga được đặt cho là Jahnavi. Chuyện kể rằng, một lần khi thần Ganga hạ giới, trên đường tới Bhagiratha, dòng nước cuộn mà thần tạo ra đã tạo nên sự bất an và phá hủy các cánh đồng, cũng như là của một vị tu sĩ tên là Jahnu. Vị tu sĩ giận dữ, ông đã uống cạn dòng nước Ganga. Lúc này, các vị thần cùng cầu xin cho Ganga để nữ thần có thể tiếp tục thực hiện sứ mạng. Cảm thấy hài lòng với những lời cầu xin, vị tu sĩ thả Ganga (và dòng nước của thần) từ lỗ tai ra. Do đó mà có cái tên "Jahnavi" (con của Jahnu) đặt cho Ganga.
Thỉnh thoảng, người ta tin rằng, dòng sông chắc chắn sẽ cạn vào cuối kỷ Kali Yuga (kỷ bóng tối- chính là kỷ nguyên hiện tại của loài người), giống như là dòng sông Sarasvati; sau khi sông Hằng cạn thì kỷ này cũng chấm dứt. Theo vòng tuần hoàn, thì kỷ tiếp theo sẽ là Satya Yuga- kỷ nguyên của Sự Thật.

## Độc Tụng Vệ Đà
Thần Ganga được miêu tả trong "Độc Tụng Vệ Đà" Rigveda, cuốn kinh sớm nhất và theo tương tuyền là thần thánh nhất của đạo Hindu. Thần Ganga được đề cập đến ở phần ca ngợi dòng sông nadistuti (Rigveda 10.75), gồm có danh sách các sông từ Đông sang Tây. Trong RV 6.45.31, từ Ganga cũng được nói tới nhưng không rõ.
RV 3.58.6 viết rằng "ngôi nhà xưa của Người, người bạn quý của Người, anh hùng ạ, của cải của Người đều nằm hai bên bờ Jahnavi (JahnAvyAm) cả". Dòng thơ này cũng có thể đang đề cập đến sông Hằng. Trong RV 1.116.18-19, sông Jahnavi và cá heo sông Hằng xuất hiện trong hai dòng thơ cạnh nhau.

## Các ý nghĩa tôn giáo khác

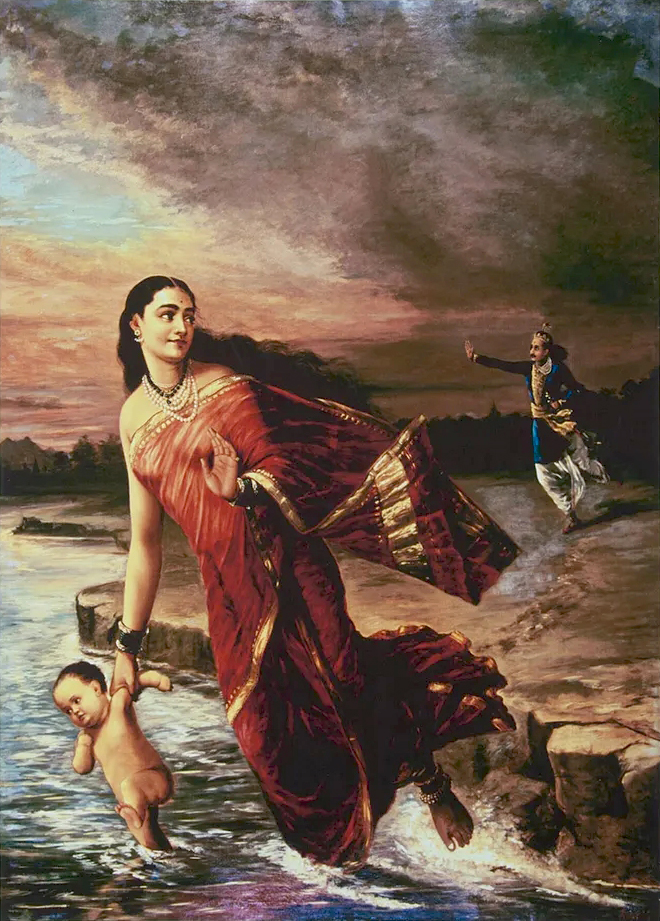
Santanu ngăn Ganga dìm chết đứa con thứ 8 của họ, đứa trẻ sau này lớn lên và trở thành Bhishma.

Theo các cuốn kinh của đạo Hindu như Skanda Purana, nữ thần sông Hằng là mẹ nuôi của Karttikeya (Murugan)- con trai của thần Shiva và Parvati.
Parvati người đã tạo nên hình hài của thần voi Ganesha (con trai của Shiva và Parvati) từ những phần nhơ nhuốc của cơ thể bà; sau này thần Ganesha đã được ban cho sự sống nhờ nước thánh của thần Ganga. Do đó, Ganesha được xem như có hai bà mẹ—Pārvati và Gangā, và cũng vì thế nên được gọi là Dvaimātura và Gāngeya (con trai của Ganga).
Theo truyện Devi Bhagavata Purana, thần bảo tồn Vishnu có ba vợ; họ liên tục cãi nhau; do đó, cuối cùng Vishnu chỉ giữ lại bà vợ Lakshmi, tặng Ganga cho Shiva và Saraswati cho Brahma.
Theo kể lại của sử thi Hindu Mahabharata thì các vị thần Vasu, do bị Vashishta nguyền rủa nên đã xin Ganga hãy làm mẹ của họ. Ganga tái sinh và trở thành vợ vua Santanu với một điều kiện rằng không được vì bất kỳ điều gì mà Ngài có thể chất vấn các hành động của thần, bằng không thần sẽ rời bỏ Ngài. Bảy vị thần Vasu đã lần lượt được sinh ra dưới lốt những đứa con họ; thần Ganga dìm chúng xuống dòng nước của nàng để giải thoát chúng khỏi các loại hình phạt, còn vị vua thì không hề phản đối. Chỉ khi đứa trẻ thứ tám được sinh ra, nhà vua cuối cùng cũng chống lại hoàng hậu; do đó, thần Ganga đã bỏ đi. Vì thế, đứa trẻ thứ 8, tái sinh của thần Dyaus, vẫn còn sống, bị cầm tù trong vòng luân hồi, và sau này được biết tới với tái sinh của thần là Bhishma (Devavrata), người sẽ trở thành một trong những nhân vật đáng kính nhất trong sử thi Mahābhārata.